# (2836) Sobolev
(2836) Sobolev es un asteroide perteneciente al cinturón de asteroides, descubierto el 22 de diciembre de 1978 por Nikolái Stepánovich Chernyj desde el Observatorio Astrofísico de Crimea (República de Crimea).

## Designación y nombre
Designado provisionalmente como 1978 YQ. Fue nombrado Sobolev en honor al astrofísico soviético Viktor Víktorovich Sobolev.